# Habromys lepturus
Habromys lepturus es una especie de roedor de la familia Cricetidae.

## Distribución geográfica
Se encuentra solo en México.

## Hábitat
Su hábitats naturales son húmedos de tierras bajas subtropicales o tropicales.